# Deadman
Deadman è un personaggio dei fumetti DC Comics, creato da Arnold Drake e Carmine Infantino sulle pagine di Strange Adventures n. 205 dell'ottobre 1967.

## Biografia del personaggio
Boston Brand era un acrobata del circo che venne assassinato durante un esercizio al trapezio da un misterioso assalitore, conosciuto solo come "Uncino" (Hook). Al suo spirito venne concesso il potere di possedere qualsiasi essere vivente da una dea indù chiamata Rama Kushna, per poter cercare il suo uccisore e ottenere giustizia. Brand si trovò però obbligato ad aiutare altre persone durante la sua ricerca, usando i suoi poteri per intervenire e controllare la gente per aiutare gli innocenti.
La sua prima avventura lo vide scontrarsi con dei trafficanti di droga, nella prima storia in cui era coinvolta la droga dall'introduzione della Comics Code Authority. I criminali usavano il circo per il quale lavoravano come base per spacciare "neve" (eroina o cocaina).
In tempi più recenti il personaggio ha finalmente scoperto la verità sul suo omicidio ed ha accettato l'influenza del suo ruolo nelle vite dei mortali. La strada che Deadman ha percorso è stata comunque irta di pericoli e di lutti, dato che suo fratello Cleveland morì mentre era posseduto da Boston stesso, e il suo mentore Rama Kushna venne ucciso combattendo contro Jonah, uno spirito simile a Deadman. Recentemente, grazie alla conoscenza orientale acquisita negli anni, ha acquisito una debole capacità di riprendere forma corporea e ritornare umano per breve tempo.